# Pleiocarpidia chlamydantha
Pleiocarpidia chlamydantha är en måreväxtart som beskrevs av Cornelis Eliza Bertus Bremekamp. Pleiocarpidia chlamydantha ingår i släktet Pleiocarpidia och familjen måreväxter. Inga underarter finns listade i Catalogue of Life.